# Narcís Sayrach i Fatjó dels Xiprers
Narcís Sayrach i Fatjó dels Xiprers va ser un historiador, promotor cultural i activista cívic català. El 2003 va rebre la Creu de Sant Jordi per la seva sostinguda aportació al redreçament de Catalunya des del punt de vista social, cultural i lingüístic, amb especial atenció als sectors més desafavorits. I també, singularment, per la destacada tasca de difusió de la figura de Sant Jordi a través de diverses publicacions i d'iniciatives com l'associació Amics de Sant Jordi, de la qual fou president.
El seu fons personal, format per material sonor i gràfic divers al voltant de la figura de Sant Jordi, es conserva a la Biblioteca de Catalunya

## Obres
- El Patró Sant Jordi: història, llegenda, art (1996)
- Petita història de Sant Jordi amb Pilarín Bayés (1997)
- Quan tot estava per fer (2006)